# Aravisketen
De Aravisketen (fr: chaîne des Aravis) is een bergketen in de Franse Voor-Alpen, gelegen in de departementen Savoie en Haute-Savoie.
De noordelijkste bergtop is de Tête de la Sallaz; de zuidelijkste de Aiguilles du Mont. De Aravisketen wordt doorkruist door de Col des Aravis (1486 m). Dit vormt eveneens het laagste punt van de keten.
Het massief wordt begrensd door de zogeheten Sillon Alpin in het zuidoosten. Deze vormt de grens met de 'echte' Alpen en loopt hier via het Val d'Arly en Megève. Ten zuiden van de Tête Pelouse vormt de Aravisketen de grens tussen Haute-Savoie in het noordwesten en Savoie in het zuidoosten.

## Rivieren
Het oppervlaktewater van de Aravis wordt afgevoerd via Fier en haar zijrivier Nom, de Borne, de Arve en haar zijrivieren zoals de Foron du Reposoir, en de Arly met zijrivieren Arrondine en Chaise.

## Het ruimere "Bornes-Aravismassief"
Ten noordwesten van de Aravis ligt het Massif des Bornes. Dit massief heeft lagere toppen dan het Aravismassief. In de SOIUSA-classificatie van de Alpen worden beiden massieven gegroepeerd onder de naam Prealpi dei Bornes, in het Nederlands het Bornes-Aravismassief (in Frankrijk ook kortweg gekend als het "Aravismassief"). Het hoogste punt van dit ruimere Aravismassief is het hoogste punt van de Aravisketen: de 2750 meter hoge Pointe Percée.